# Lista de capítulos de Bleach
O mangá Bleach escrito e ilustrado por Kubo Tite, foi publicado pela editora Shueisha na revista Weekly Shōnen Jump. O primeiro capítulo de Bleach foi publicado em agosto de 2001, e a publicação encerrou em agosto de 2016 no capítulo 686, contando com 74 volumes. Nesta página, os capítulos estão listados por volume, com seus respectivos títulos originais (volumes com seus títulos originais abaixo do traduzido e capítulos com seus títulos originais na coluna secundária).
No Brasil, é licenciado e publicado pela editora Panini desde julho de 2007.

## Volumes 1~24
| - 1. Morte & Morango - 2. Iniciante - 3. Batendo Cabeça - 4. POR QUE VOCÊ COME ISSO? - 5. Cego - cego - 6. pequena quebra. - 7. O Periquito de Bochechas Rosas | - 1. Death & Strawberry - 2. Starter - 3. Headhittin' - 4. WHY DO YOU EAT IT? - 5. Blinda - blinda - 6. microcrack. - 7. The Pink Cheeked Parakeet |

| - 8. Persiga o Chad - 9. Monstro e uma Transferência [Golpe Baixo] - 10. Monstro e uma Transferência 2 [o Fruto da Morte] - 11. De Volta. [Bomba Sanguessuga ou Mãe] - 12. O Portão do Fim - 13. MAU PADRÃO - 14. Perturbação Escolar!!! - 15. Macaco Saltitante, Eletrizado - 16. Desperdiçado mas Desejado | - 8. Chase Chad Around - 9. Monster and a Transfer [Struck Down] - 10. Monster and a Transfer 2 [the Deathberry] - 11. Back. [Leachbomb or Mom] - 12. The Gate of the End - 13. BAB STANDARD - 14. School Daze!!! - 15. Jumpin' Jack, Jolted - 16. Wasted but Wanted |

| - 17. 17 de Junho - 18. 17 de Junho 2 "Sem Sorrir, Sem Culpa" - 19. 17 de Junho 3 "memórias na chuva" - 20. 17 de Junho 4 "encare novamente" - 21. 17 de Junho 5 "Garoto Lutador" - 22. 17 de Junho 6 "BATALHA NO CEMITÉRIO" - 23. 17 de Junho 7 "Intenção Afiada, Lâmina Estúpida" - 24. 17 de Junho 8 "Todo O Caminho à Simpatia" - 25. 17 de Junho 9 "Garoto Lutador 2 [O Blues do Charuto Mix]" | - 17. 6/17 - 18. 6/17 2 "Can't Smile Don't Blame" - 19. 6/17 3 "memories in the rain" - 20. 6/17 4 "face again" - 21. 6/17 5 "戦う少年" (Tatakau Shōnen) - 22. 6/17 6 "BATTLE ON GRAVEYARD" - 23. 6/17 7 "意志は鋭し、刃は鈍し" (Ishi wa Surudoshi, Yaiba wa Nibushi) - 24. 6/17 8 "All The One Way Sympathies" - 25. 6/17 9 "戦う少年 2 [The Cigar Blues Mix]" (Tatakau Shōnen 2) |

| - 26. Paraíso Fica em Lugar Nenhum - 27. Espíritos Não Estão Sempre CONOSCO - 28. Sintoma de Sinestesia - 29. Pare aquele estúpido!! - 30. Segundo Contato (isso estava fora de nossa compreensão) - 31. HERÓIS PODEM SALVAR VOCÊ - 32. Herói está Sempre Comigo? - 33. FUTURO VIBRANTE 7 - 34. Arqueiro Quincy Odeia Você | - 26. Paradise Is Nowhere - 27. Spirits Ain't Always WITH US - 28. Symtom of Synesthesia - 29. Stop that stupid!! - 30. Second Contact (it was outside the scope of our understanding) - 31. HEROS CAN SAVE YOU - 32. Hero is Always With Me? - 33. ROCKIN' FUTURE 7 - 34. Quincy Archer Hates You |

| - 35. Quer Ser Meu Inimigo? - 36. Em Nome da Vingança, Nos Leve à Morte - 37. Cruzando a Linha - 38. CURVADO - 39. Braço Direito do Gigante - 40. Crescer? - 41. Princesa & Dragão - 42. Princesa & Dragão 2: "O Majestoso" - 43. Princesa & Dragão 3: "Seis Flores" | - 35. Can You Be My Enemy? - 36. 我ら、報復の為に死に至りて (Warera, Hōfuku no Tame ni Shi ni Itarite) - 37. Crossing The Rubicon - 38. BENT - 39. Rightarm of the Giant - 40. Grow? - 41. Princess & Dragon - 42. Princess & Dragon 2: "The Majestic" - 43. Princess & Dragon 3: "Six Flowers" |

| - 44. Despertar [para a Ameaça] - 45. Ponto de Finalidade - 46. Karneades ~ Costa-a-Costa - 47. Costa-a-Costa ~ Céu Dislacerado - 48. Menos Grande - 49. desacorrentado - 50. Arqueiro Quincy Odeia Você 2 [Cego Mas Sangrando Mix] - 51. MORTE 3 - 52. Emoções Desnecessárias | - 44. Awaken [to the Threat] - 45. Point of Purpose - 46. Karneades ~ Back to Back - 47. Back to Back ~ Tearing Sky - 48. メノスグランデ (Menosu Gurande) - 49. unchained - 50. Quincy Archer Hates You 2 [Blind But Bleed Mix] - 51. DEATH 3 - 52. Needless Emotions |

| - 53. Prazer em conhecê-lo, vou te derrotar - 54. O Novato que nem Pergunta o Nome - 55. FECHADO - 56. código quebrado - 57. Infindável Chuva de Julho - 58. vazio - 59. Lição 1: Um Golpe! + Prisioneiro em Casa - 60. Lição 1-2: DETONADO!! - 61. Lição 2: Eixo quebrado | - 53. Nice to meet you, I will beat you - 54. 名も訊けぬ子供 (Na mo Kikenu Kodomo) - 55. SHUT - 56. broken coda - 57. Unfinished July Rain - 58. blank - 59. Lesson 1: One Strike! + Jailed at Home - 60. Lesson 1-2: DOWN!! - 61. Lesson 2: Shattered shaft |

| - 62. Lição 2-2: Péssimo Fim no Eixo - 63. Lição 2-3: Colapso do Cicuito Interno - 64. RETORNO EM PRETO - 65. Colisões - 66. A ESPADA E EU - 67. Fim das Lições - 68. Últimas Férias de Verão - 69. 25:00 reunião - 70. Onde os Hollows Temem Pisar | - 62. Lesson 2-2: Bad Endin' In The Shaft - 63. Lesson 2-3: Innercircle Breakdown - 64. BACK IN BLACK - 65. Collisions - 66. THE BLADE AND ME - 67. End of Lessons - 68. 最後の夏休み (Saigo no Natsuyasumi) - 69. 25:00 gathering - 70. Where Hollows Fear To Tread |

| - 71. INTRUSOZ - 72. O Supergrupo - 73. Chuva de Machados - 74. Braço Perdido, Braço Perdido - 75. Chuva de Sangue - 76. Piloto de Javali Chegando - 77. Meu Nome é Ganju-sama - 78. reuniãO nO porãO - 79. QUATORZE DIAS PARA A CONSPIRAÇÃO | - 71. INTRUDERZ - 72. The Superchunk - 73. Drizzly Axes - 74. Armlost, Armlost - 75. 血雨 (Chi Ame) - 76. Boarrider Comin' - 77. 俺様の名はガンジュ (Ore-sama no Na wa Ganju) - 78. meeT iT aT basemenT - 79. FOURTEEN DAYS FOR CONSPIRANCY |

| - 80. O Projeto Estrela Cadente - 81. Reunião de Doze Tons - 82. Composição do Conflito - 83. VENHA COMIGO - 84. O Projeto Estrela Cadente 2 [Tatuagem No Céu] - 85. INTRUSOZ 2 [Arrombando o telhado mix] - 86. Estabelecendo Boas Relações, CERTO? - 87. Dançando com Lanças - 88. SOMOS TÃO AZARADOS - 88,5. SUPER-HERÓIS DE KARAKURA | - 80. The Shooting Star Project - 81. Twelve Tone Rendevous - 82. Conflictable Composition - 83. COME WITH ME - 84. The Shooting Star Project 2 [Tatoo On The Sky] - 85. INTRUDERZ 2 [Breakthrough the roof mix] - 86. Making Good Relations, OK? - 87. Dancing With Spears - 88. SO UNLUCKY WE ARE - 88,5. KARAKURA SUPER HEROES |

| - 89. Magistral! E Adeus! - 90. Vejo Você Sob Fogos de Artifício - 91. REI PROTETOR DA LIBERDADE - 92. Magistral! E Adeus! [Reprise] - 93. Dirigindo-se para a Estrela - 94. Cadeia Chamada Remorso - 95. COLISÃO - 96. CONFLITO SANGRENTO - 97. Fale Sobre Seu Medo - 98. A Estrela e o Vira-Lata | - 89. Masterly! And Farewell! - 90. See You Under a Firework - 91. KING OF FREISCHÜTZ - 92. Masterly! And Farewell! [Reprise] - 93. Steer For the Star - 94. Gaol Named Remorse - 95. CRUSH - 96. BLOODRED CONFLICT - 97. Talk About Your Fear - 98. 星と野良犬 (Hoshi to Norainu) |

| - 99. Negra Nuvem de Guerra Mortal - 100. Como a Flor de um Precipício - 101. Divisão Sob a Base Vermelha - 102. Ninguém Derruba - 103. Soberania - 104. O Morto-vivo - 105. Pule, Pule, Encontre o Tigre - 106. Razão do Confronto - 107. Paixão na Confiança - 0,8. um erro maravilhoso | - 99. Dead Black War Cloud - 100. それは岩壁の花に似て (Sore wa Ganpeki no Hana ni Nite) - 101. Slipt Under The Red Stalk - 102. Nobody Beats - 103. Dominion - 104. The Undead - 105. Spring, Spring, Meet The Tiger - 106. Cause For Confront - 107. Heat In Trust - 0,8. a wonderful error |

| - 108. Tempo de Pânico - 109. Como um Tigre Tentando Não Esmagar as Flores - 110. Lado Negro do Universo - 111. Preto & Branco - 112. O Morto-vivo 2 [Ascensão & Loucura] - 113. O Morto-vivo 3 [Acabando com a Loucura] - 114. Tudo Sobre o Mundo que Desmorona - 115. Remanescências | - 108. Time For Scare - 109. 花を踏まぬ虎のように (Hana o Fumanu Yora no Yō ni) - 110. Dark Side of Universe - 111. Black & White - 112. The Undead 2 [Rise & Craze] - 113. The Undead 3 [Closing Frantica] - 114. 崩れゆく世界のすべてについて (Kuzureyuku Sekai no Subete ni Tsuite) - 115. Remnant |

| - 116. Abalo à Torre Branca - 117. Remanescências 2 [Negação à Sombra] - 118. O Elo Celestial - 119. Segredo da Lua - 120. Aperto de Mãos com Granadas - 121. Confiamos na Sanidade - 122. Não Perca o Controle - 123. Juro pelo Meu Orgulho | - 116. White Tower Rocks - 117. Remnant 2 [Deny the Shadow] - 118. The Supernal Tag - 119. Secret of the Moon - 120. Shake Hands With Granades - 121. In Sane We Trust - 122. Don't Lose Your Grip On - 123. Pledge My Pride To |

| - 124. Pequenas Pessoas Chorando - 125. Insano & Genial - 126. O Último de uma Guerra sem Sentido - 127. Começo da Morte do Amanhã - 128. O Grande Esforço Coletivo - 129. Suspeita [de Assassinato] - 130. Suspeita 2 [de Fazer Chorar] - -17. Prelúdio às Estrelas Errantes | - 124. Crying Little People - 125. Insanity & Genios - 126. The Last of a Void War - 127. Beginning of the Death of Tomorrow - 128. The Great Joint Struggle Union - 129. Suspicion [for Assassination] - 130. Suspicion 2 [for Tears] - -17. 逸れゆく星々の為の前奏曲 (Hagureyuku Hoshiboshi no Tame no Zensōkyoku) |

| - 131. O Verdadeiro Desejo - 132. Limite Assustador - 133. memórias na chuva 2 "o noturno" - 134. memórias na chuva 2 - 2 "Ânsia pelo Santuário" - 135. memórias na chuva 2 - 3 "Afetados Pela Noite" - 136. memórias na chuva 2 - 4 "noite do arrependimento" - 137. Cerco Apertado - 188. Pensamentos Individuais - 139. Cansado, Ensanguentado, Louco | - 131. The True Will - 132. Creeping Limit - 133. memories in the rain 2 "the nocturne" - 134. memories in the rain 2 - 2 "Longing For Sanctuary" - 135. memories in the rain 2 - 3 "Affected By the Night" - 136. memories in the rain 2 - 4 "night of wijnruit" - 137. Surrounding Clutch - 188. Individual Thoughts - 139. Drowsy, Bloody, Crazy |

| - 140. Mordida na Lua - 141. Ajoelhe-se para o Rei dos Babuínos - 142. Para Aqueles que Capturam a Lua - 143. Almas Ardentes - 144. Mais Vermelho que uma Rosa, Mais Branco que um Lírio - 145. Agitado - 146. Demônio Adora as Trevas - 147. Contagem Regressiva para o Fim: 3 [Luz Cega, Batida Surda] - 148. Contagem Regressiva para o Fim: 2 [Lady Lennon~Frankenstein] - 149. Contagem Regressiva para o Fim: 1 [Apenas Misericordioso] | - 140. Bite at the Moon - 141. Kneel to The Baboon King - 142. 月を捉ものへ告ぐ (Tsuki o Tsukamono e Tsugu) - 143. Blazing Souls - 144. Rosa Rubicundior, Lilio Candidior - 145. Shaken - 146. Demon Loves the Dark - 147. Countdown to the End: 3 [Blind Light, Deaf Beat] - 148. Countdown to the End: 2 [Lady Lennon~Frankenstein] - 149. Countdown to the End: 1 [Only Mercifully] |

| - 150. Contagem Regressiva para o Fim: 0 - 151. Retorno da Morte com Morango - 152. O Fantasma da Velocidade - 153. Conversa sem Conteúdo - 154. A Deusa do Relâmpago - 155. Atos inconsequentes/Consequências perigosas - 156. Bem-vindos ao Purgatório - 157. Gata e Vespa - 158. Leopardesa do Céu | - 150. Countdown to the End: 0 - 151. Deathberry Returns - 152. The Speed Phantom - 153. Empty Dialogue - 154. The God of Flash - 155. Redoundable deeds/Redoubtable babies - 156. Welcome to Purgatory - 157. Cat and Hornet - 158. Sky Leopardess |

| - 159. LONGO CAMINHO PARA DIZER ADEUS - 160. Batalha na Colina da Guilhotina - 161. Arranhe o Céu - 162. Ascensão da Lua Negra - 163. O Fantasma da Velocidade 2 [Recusa pela Honra, Contradição pelo Poder] - 164. Aquele que Muda o Mundo - 165. Lado Negro do Universo 2 - 166. Preto & Branco 2 - 167. A Câmara Mortuária - 168. Atrás de Mim, Atrás de Você | - 159. LONG WAY TO SAY GOODBYE - 160. Battle On Guillotine Hill - 161. Scratch the Sky - 162. Black Moon Rising - 163. The Speed Phantom 2 [Denial by Pride, Contradiction by Power] - 164. The Who Change the World - 165. Dark Side of Universe 2 - 166. Black & White 2 - 167. The Burial Chamber - 168. Behind Me, Behind You |

| - -12,5. Florescendo Sob uma Lua Gelada - 169. fim da hipnose - 170. fim da hipnose 2 [o Estretegista] - 171. fim da hipnose 3 [a Névoa Azul] - 172. fim da hipnose 4 [Prisioneiros no Paraíso] - 173. fim da hipnose 5 [De Pé para te Defender] - 174. fim da hipnose 6 [A Frente Unida] - 175. fim da hipnose 7 [Verdade por Trás das Cordas] - 176. fim da hipnose 8 [a Transfixação] - 177. fim da hipnose 9 [Completamente Cercado] - 178. fim da hipnose 10 [Ninguém Jaz no Céu] | - -12,5. 寒月に咲く (Kangetsu ni Saku) - 169. end of hypnosis - 170. end of hypnosis 2 [the Galvanizer] - 171. end of hypnosis 3 [the Blue Fog] - 172. end of hypnosis 4 [Prisoners in Paradise] - 173. end of hypnosis 5 [Standing to Defend You] - 174. end of hypnosis 6 [The United Front] - 175. end of hypnosis 7 [Truth Under My Strings] - 176. end of hypnosis 8 [the Transfixion] - 177. end of hypnosis 9 [Completely Encompass] - 178. end of hypnosis 10 [No One Stand On the Sky] |

| - 179. Confissão no Crepúsculo - 180. Algo na Consequência - 181. E A CHUVA PAROU - 182. VOLTANDO DA TEMPESTADE [GATILHO PARA UM NOVO ESPETÁCULO] - 183. olhos do desconhecido - 184. SILÊNCIO - 185. Seja Minha Família ou Não - 186. Conte aos Seus Filhos a Verdade - 187. O BLUES DO CHARUTO PARTE DOIS | - 179. Confession in the Twilight - 180. Something in The Aftermath - 181. AND THE RAIN LEFT OFF - 182. GET BACK FROM THE STORM [TRIGGER FOR A NEW CONCERTO] - 183. eyes of the unknown - 184. HUSH - 185. Be My Family or Not - 186. Tell Your Children the Truth - 187. THE CIGAR BLUES PART TWO |

| - 188. DETONE O MUNDO - 189. RESOLVA - 190. Conquistadores - 191. Conquistadores 2 [Sintonia Gritante] - 192. Conquistadores 3 [Sacerdotisas Perseguidas] - 193. Conquistadores 4 [Ébano & Marfim] - 194. Conquistadores 5 [O Lixo] - 195. Morte & Morango [Reprise] - 196. ACABE COM O CÍRCULO DE PEDRA - 197. O Perigo que se Aproxima | - 188. CRUSH THE WORLD DOWN - 189. RESOLVE - 190. Conquistadores - 191. Conquistadores 2 [Screaming Symphony] - 192. Conquistadores 3 [Hounded Priestess] - 193. Conquistadores 4 [Ebony & Ivory] - 194. Conquistadores 5 [La Basura] - 195. Death & Strawberry [Reprise] - 196. PUNCH DOWN THE STONE CIRCLE - 197. The Approaching Danger |

| - 198. A Discórdia Gélida - 199. Feio - 200. Noite da Marretada - 201. Cercado por Vento & Neve - 202. Má Sorte! - 203. Má Sorte! 2 [O Monstro] - 204. Má Sorte! 3 [Monstro Sanguinário] - 205. Má Sorte! 4 [Tempestade da Luta] - 0.lado-A. a areia - 0.lado-B. o rotador | - 198. The Icecold Discord - 199. Ugly - 200. Night of Sledgehammer - 201. Wind & Snowbound - 202. Mala Suerte! - 203. Mala Suerte! 2 [El Monstruo] - 204. Mala Suerte! 3 [Monstruo Sangrienta] - 205. Mala Suerte! 4 [Tempestad de la Lucha] - 0.side-A. the sand - 0.side-B. the rotator |

| - 206. Má Sorte! 5 [SORTUDO] - 207. Modo: Genocídio - 208. As Tesouras - 209. Eleve o Limite - 210. Desperte o Verdadeiro Poder - 211. Golpe de Sanidade - 212. Você Não Ouve Mais o Meu Nome - 213. bobagem - 214. Blues do Deus Imanente | - 206. Mala Suerte! 5 [LUCKY] - 207. Mode: Genocide - 208. The Scissors - 209. Lift the Limit - 210. Turn the True Power On - 211. Stroke of Sanity - 212. You Don't Hear My Name Anymore - 213. trifle - 214. Immanent God Blues |

## Volumes 25~48
| - 215. Arranque seu Deus - 216. Supressão da Escuridão - 217. Buraco no Meu Coração - 218. Lado Negro do Universo 3 - 219. Preto & Branco 3 - 220. Rei & Seu Cavalo - 221. Devoremos o Fim do Mundo - 222. TRONO INABALADO - 223. A Criação Escarlate | - 215. Tug Your God Out - 216. The Suppression of Darkness - 217. Hole In My Heart - 218. Dark Side of Universe 3 - 219. Black & White 3 - 220. King & His Horse - 221. Let Eat The World's End - 222. NO SHAKING THRONE - 223. The Scarlet Creation |

| - 224. Alegria Imitada - 225. Atravesse para Dentro de Minha Barreira - 226. Direito do Meu Coração - 227. O Soldado sem Espada - 228. Não Olhe Para Trás - 229. A Tempestade Uivante - 230. Invasão Branca da Morte - 231. O Ataque dos Mascarados - 232. O Ataque dos Mascarados 2 - 233. O Violador | - 224. Imitated Gaiety - 225. Slip Into My Barrier - 226. Right of My Heart - 227. The Swordless Soldier - 228. Don't Look Back - 229. The Howling Tempest - 230. Dead White Invasion - 231. The Mascaron Drive - 232. The Mascaron Drive 2 - 233. El Violador |

| - 234. Sem Negociação - 235. O Agarrão Congelado - 236. O Sol Já se Pôs - 237. adeus, dias tranquilos. - 238. Águia Sem Asas - 239. ÁGUIAS ALADAS - 240. regeneração. - 241. Chama Prateada. - 242. DOIS HOMENS ARRASANDO | - 234. Not Negotiation - 235. The Frozen Clutch - 236. The Sun Already Gone Down - 237. goodbye, halcyon days. - 238. Eagle Without Wings - 239. WINGED EAGLES - 240. regeneration. - 241. Silverflame. - 242. TWO MEN ARE BURNING |

| - 243. A Articulação & A Flecha - 244. Nascidos do Medo - 245. O CAMINHO SEM INIMIGOS - 246. Os Grandes Irmãos do Deserto - 247. Unidos no Deserto - 248. Voltaremos Vivos para Este Lugar - 249. De Volta à Inocência - 250. Cinco Caminhos para Três Figuras - 251. Palestra do Barão - 1º Periodo | - 243. The Knuckle & The Arrow - 244. Born From The Fear - 245. THE WAY WITHOUT ENEMIES - 246. The Great Desert Bros. - 247. United On The Desert - 248. 再び生きて この場所へ (Futatabi Ikite, Kono Basho e) - 249. Back to the Innocence - 250. Five Ways To Three Figures - 251. Baron's Lecture 1st Period |

| - 252. RÉPLICA À PALESTRA DO BARÃO - 253. Não Me Chame de "Niño" - 254. Deixe o Chocolate Aqui - 255. NÃO RESPIRE ÀS ESCONDIDAS - 256. Deslize Infinito - 257. A Ópera Retalhadora - 258. Cortador de Almas - 259. Chamas Vibrantes - 260. BRAÇO DIREITO DO GIGANTE 2 - Especial. Bleach na Praia!! | - 252. REBUT TO THE BARON'S LECTURE - 253. Don't Call Me Nino - 254. チョコラテはここに置いて行け (Chokorate wa Koko ni Oite Ike) - 255. DON'T BREATHE IN THE BUSH - 256. Infinite Slick - 257. The Slashing Opera - 258. Seeleschneider - 259. Flicker Flames - 260. RIGHTARM OF THE GIANT 2 - Special. Bleach on the Beach!! |

| - 261. BRAÇO ESQUERDO DO DIABO - 262. Imiscível - 263. Inesperado - 264. Não Diga Esse Nome de Novo - 265. Acertando a Maré - 266. Esconda-se do Sol - 267. Legião dos Dominadores - 268. Você -- Não Ceda Perante a Morte - 269. O Fim Está Próximo | - 261. LEFTARM OF THE DEVIL - 262. Unblendable - 263. Unexpected - 264. Don't Say That Name Again - 265. Bang The Bore - 266. Hide Away From The Sun - 267. Legions of the Reglets - 268. 君 死にたもうこと勿れ (Kimi - Shinitamō Koto Nakare) - 269. The End is Near |

| - 270. Aviso de GUERRA - 271. Se Você Levantasse das Cinzas - 272. Não Mate Minha Volúpia - 273. CÃO come CÃO - 274. O Monstro - 275. A Frente Unida 2 [Vermelho & Branco] - 276. Besta Bloqueada - 277. Corrosão de Conformidade - 278. Cura para a Destruição | - 270. WARning - 271. If You Rise From The Ashes - 272. Don't Kill My Volupture - 273. DOG eat DOG - 274. The Monster - 275. The United Front 2 [Red & White] - 276. Blookin' Beast - 277. Corrosion of Conformity - 278. Heal for the Crash |

| - 279. Degoladores - 280. Degoladores 2 - 281. O BARULHO VULGAR - 282. O MEDO PRIMITIVO - 283. Você não machuca mais - 284. Histórias da Pantera e Suas Sombras - 285. Sozinho, Devorando Carne - 286. Você Permanece Guilhotinado - -16. Morrendo na Planície de Gelo | - 279. Jugulators - 280. Jugulators 2 - 281. THE VULGARIAN NOISE - 282. THE PRIMAL FEAR - 283. You don't hurt any more - 284. Historia de Pantera y su Sombras - 285. 肉喰みて、ひとり (Shishi Hamite, Hitori) - 286. Guillotine You Standing - -16. 氷原に死す (Hyōgen ni Shisu) |

| - 287. Não se Esqueça Até que Você Morra - 288. A PIADA SEM GRAÇA - 289. A Cicatriz na Máscara - 290. Liberte a Fera - 291. Obrigada por Me Defender - 292. Rasgue Minha Réplica - 293. urgência em se unir - 294. SE ME CHAMAR DE FERA, O MATAREI COMO UMA TEMPESTADE - 295. A Última Missão | - 287. Don't Forget Till You Die - 288. THE BAD JOKE - 289. The Scarmask - 290. Unleash The Beast - 291. Thank You For Defend Me - 292. Rupture My Replica - 293. urge for unite - 294. IF YOU CALL ME BEAST, KILL YOU LIKE TEMPEST - 295. The Last Mission |

| - 296. Mudado de Novo e de Novo - 297. Rei da Matança - 298. INTRUSOZ 3 - 299. A Guerra Verbal - 300. Maldição Chamada Amor - 301. Nem Perto da Igualdade - 302. Orgulho na Lâmina - 303. Pateta-Parvo-Paspalho - 304. Batalha dos Bárbaros - 305. A Fênix Ascendente | - 296. Changed Again And Again - 297. King of The Kill - 298. INTRUDERZ 3 - 299. The Verbal Warfare - 300. Curse Named Love - 301. Nothing Like Equal - 302. Pride on the Blade - 303. Dumdum-Dummy-Dumbstruck - 304. Battle of Barbarians - 305. The Rising Phoenix |

| - 306. Imperfeições são DEslUmbranteS - 307. Morda-o, Corte-o - 308. SATÃ ORBITAL - 309. Reza para o Louva-a-Deus - 310. QUATRO BRAÇOS PARA MATAR VOCÊ - 311. O Morto-vivo 4 - 312. Mais Alto que a Lua - 313. PARA FECHAR SEU MUNDO - 314. Lado Sombrio da Abdução - 315. MARCHA DA MORTE | - 306. Not Perfect is GOoD - 307. Bite it, Slash it - 308. SATAN FROM ORBIT - 309. Pray For the Mantis - 310. FOUR ARMS TO KILLING YOU - 311. The Undead 4 - 312. Higher Than the Moon - 313. TO CLOSE YOUR WORLD - 314. Night Side of Abduction - 315. MARCH OF THE DEATH |

| - -108. Retroceda o Pêndulo - -107. Retroceda o Pêndulo 2 - -106. Retroceda o Pêndulo 3 - -105. Retroceda o Pêndulo 4 - -104. Retroceda o Pêndulo 5 - -103. Retroceda o Pêndulo 6 - -102. Retroceda o Pêndulo 7 - -101. Retroceda o Pêndulo 8 - -100. Retroceda o Pêndulo 9 | - -108. Turn Back The Pendulum - -107. Turn Back The Pendulum 2 - -106. Turn Back The Pendulum 3 - -105. Turn Back The Pendulum 4 - -104. Turn Back The Pendulum 5 - -103. Turn Back The Pendulum 6 - -102. Turn Back The Pendulum 7 - -101. Turn Back The Pendulum 8 - -100. Turn Back The Pendulum 9 |

| - -99. Retroceda o Pêndulo 10 - -98. Retroceda o Pêndulo 11 - -97. Vamos Parar o Pêndulo - 316. Oscilando no Limite - 317. Seis Corações Baterão Como Um - 318. Cinco Torres / Quatro Pilares - 319. Formigas E Dragões - 320. Beleza é Tão Solitária - 321. Roseiras Negras e Espinhosas - 322. Juramento Sob a Rosa | - -99. Turn Back The Pendulum 10 - -98. Turn Back The Pendulum 11 - -97. Let Stop The Pendulum - 316. Swang The Edge Down - 317. Six Hearts Will Beat As One - 318. Five Towers / Four Pillars - 319. Ants And Dragons - 320. Beauty is So Solitary - 321. Black Briers and Brambles - 322. Oath Under The Rose |

| - 323. Sombrio, Medonho e Cheio de Desespero - 324. O Ceifeiro - 325. Medo de Lutar - 326. Monstro Nocauteado - 327. Monstros Nocauteados - 328. O Debate de Punhos - 329. FÚRIA ENLOUQUECIDA - 330. CRUZANDO ESPADAS - 331. Não Acredite no Oculto | - 323. Gloomy, Ghastly and Full of Despair - 324. The Reaper - 325. Fear For Fight - 326. Knockdown Monster - 327. Knockdown Monsters - 328. The Knuckle Debate - 329. RAGING RAMPAGE - 330. CROSSING SWORDS - 331. Don't Believe The Hide |

| - 332. Ferroada Mesquinha - 333. Cinza & Salamandra - 334. Resquícios de Hipnose - 335. acorde da quimera - 336. O Carrasco - 337. Entrando no Seu Inferno - 338. Caia no Meu Inferno - 339. Os Números que Prenunciam a Morte - 340. O Antagonista | - 332. Stingy Stinger - 333. Ash & Salamander - 334. Dregs of Hypnosis - 335. chimaera chord - 336. El Verdugo - 337. Hall In Your Inferno - 338. Fall Into My Inferno - 339. The Deathbringer Numbers - 340. The Antagonizer |

| - 341. A Inveja - 342. A Gula - 343. A Ganância - 344. O Orgulho - 345. A Preguiça - 346. A Ira - 347. A Luxúria - 348. A Luxúria 2 - 349. A Luxúria 3 | - 341. The Envy - 342. The Gluttony - 343. The Greed - 344. The Pride - 345. The Sloth - 346. The Wrath - 347. The Lust - 348. The Lust 2 - 349. The Lust 3 |

| - 350. A Luxúria 4 - 351. A Luxúria 5 - 352. A Luxúria 6 - 353. As Cinzas - 354. coração - 355. Gotas de Sangue-Azul - 356. Tirano de Crânios - 357. O Medo Colossal - 358. Rei das Nuvens | - 350. The Lust 4 - 351. The Lust 5 - 352. The Lust 6 - 353. The Ash - 354. heart - 355. Azul-Blood Splash - 356. Tyrant of Skulls - 357. The Colossus of Fear - 358. King of the Clouds |

| - 359. O Obelisco de Gelo - 360. Ataque da Rainha - 361. Eu Odeio a Solidão, Mas Ela Me Ama - 362. Lobos Uivantes - 363. Gigante do Inferno - 364. Vingadores Sorrindentes - 365. Do Lado Cujo Nós Estamos - 366. O Auge dos Vingadores - 367. SEU INIMIGO É MEU INIMIGO | - 359. The Frozen Obelisk - 360. Shock of the Queen - 361. I Hate Loneliness, But It Loves Me - 362. Howling Wolves - 363. Superchunky from Hell - 364. Grinning Revengers - 365. Whose Side Are We On - 366. Revenger's High - 367. YOUR ENEMY IS MY ENEMY |

| - 368. A Criança Sem Medo - 369. Cuspa no Seu Próprio Deus - 370. Debatendo Sobre a Vida, no Ponto de Vista de um Deus - 371. Reino dos Hollows - 372. O Lançador da Clava de Metal - 373. Lobos Não Uivam Sozinhos - 374. Lobo Cinza - Sangue Carmesim - Veste Negra - Osso Branco - 375. EXecução, EXtinção - 376. EXecução, EXtinção 2 - 377. Grito na Escuridão | - 368. The Fearless Child - 369. Spit On Your Own God - 370. 神の視座にて 命を論ず (Kami no Shiza Nite - Inochi o Ronzu) - 371. Kingdom of Hollows - 372. The Metal Cudgel Flinger - 373. Wolves Ain't Howl Alone - 374. 灰狼・赤血・黒衣・白骨 (Kairō - Sekketsu - Kokui - Hakkotsu) - 375. EXecution, EXtinction - 376. EXecution, EXtinction 2 - 377. Shout at the Dark |

| - 378. Olhos do Vitorioso - 379. Falta de Harmonia - 380. Demônio, Demônio, Demônio, Demônio - 381. Palavras Apenas Não Combinam de Você - 382. A Frente Unida 2 [Discordeque Mix] - 383. CEDO DEMAIS PARA CONFIAR - 384. Não Tema Sua Própria Espada - 385. Este Vício - 386. Sinos São Azuis | - 378. Eyes of the Victor - 379. Falta de Armonia - 380. Devil, Devil, Devil, Devil - 381. Words Just Don't Like You - 382. The United Front 2 [Discordeque Mix] - 383. TOO EARLY TO TRUST - 384. Can't Fear Your Own Sword - 385. Vice It - 386. Bells Are Blue |

| - 387. Ignição - 388. Águia Sem Asas 2 [MESTRES DE BATALHA EXTREMOS MIX] - 389. ÁGUIAS ALADAS 2 - 390. ALÉM DO ENTENDIMENTO DA MORTE - 391. As Geleiras Flamejantes - 392. As Geleiras Quebrando - 393. A Combustão Infernal - 394. A Combustão Infernal 2 - 395. A Combustão Infernal 3 | - 387. Ignited - 388. Eagle Without Wings 2 [EXTREME BATTLEMASTERS MIX] - 389. WINGED EAGLES 2 - 390. BEYOND THE DEATH UNDERSTANDING - 391. The Blazing Glaciers - 392. The Breaking Glaciers - 393. The Burnout Inferno - 394. The Burnout Inferno 2 - 395. The Burnout Inferno 3 |

| - 396. A MORDIDA - 397. Beira do Silêncio - 398. DE VOLTA DA CEGUEIRA - 399. DEICÍDIO - 400. DEICÍDIO 2 - 401. DEICÍDIO 3 - 402. DEICÍDIO 4 - 403. DEICÍDIO 5 - 404. DEICÍDIO 6 | - 396. THE BITE - 397. Edge of the Silence - 398. BACK FROM BLIND - 399. DEICIDE - 400. DEICIDE 2 - 401. DEICIDE 3 - 402. DEICIDE 4 - 403. DEICIDE 5 - 404. DEICIDE 6 |

| - 405. DEICÍDIO 7 - 406. DEICÍDIO 8 - fim da Era Crisálida - 407. DEICÍDIO 9 - 408. DEICÍDIO 10 - 409. DEICÍDIO 11 - 410. DEICÍDIO 12 - 411. DEICÍDIO 13 - 412. DEICÍDIO 14 - 413. DEICÍDIO 15 | - 405. DEICIDE 7 - 406. DEICIDE 8 - end of the Chrysalis Age - 407. DEICIDE 9 - 408. DEICIDE 10 - 409. DEICIDE 11 - 410. DEICIDE 12 - 411. DEICIDE 13 - 412. DEICIDE 14 - 413. DEICIDE 15 |

| - 414. DEICÍDIO 16 - 415. DEICÍDIO 17 - 416. DEICÍDIO 18 [O FIM] - 417. DEICÍDIO 19 - 418. DEICÍDIO 20 - 419. DEICÍDIO 21 [Deus Transcendente Agita] - 420. DEICÍDIO 22 - 421. DEICÍDIO 23 - 422. a vitória silenciosa - 423. Branqueie Minha Alma | - 414. DEICIDE 16 - 415. DEICIDE 17 - 416. DEICIDE 18 [THE END] - 417. DEICIDE 19 - 418. DEICIDE 20 - 419. DEICIDE 21 [Transcendent God Rock] - 420. DEICIDE 22 - 421. DEICIDE 23 - 422. the silent victory - 423. Bleach My Soul |

## Volumes 49~74
| - 424. O Agente Desaparecido - 425. Um Dia Sem Melodias - 426. O Iniciante 2 - 427. Uma Divergência Deliciosa - 428. O Conhecimento - 429. Bem-vindo à nossa EXECUÇÃO - 430. Bem-vindo à nossa EXECUÇÃO 2 - 431. Bem-vindo à nossa EXECUÇÃO 3 - 432. O Panteísmo da Alma | - 424. The Lost Agent - 425. A Day Without Melodies - 426. The Starter 2 - 427. A Delicious Dissonance - 428. The Known - 429. Welcome to our EXECUTION - 430. Welcome to our EXECUTION 2 - 431. Welcome to our EXECUTION 3 - 432. The Soul Pantheism |

| - 433. Os Seis Fullbringers - 434. MORANGO NA CAIXA - 435. Pânico na Casa de Bonecas - 436. A Disciplina do Tempo - 437. Quebrando a Suástica - 438. Nocauteado - 439. MARCADOR AFIADO - 440. Amizade Muda - 441. Holofote Traiçoeiro | - 433. The Six Fullbringers - 434. BERRY IN THE BOX - 435. Panic at the Dollhouse - 436. The Time Discipline - 437. Swastika Break - 438. Knuckle Down - 439. KEEN MARKER - 440. Mute Friendship - 441. Spotlight Broken |

| - 442. Campo de Batalha Raso, Campo Alternativo Profundo - 443. Botas Sujas Perigosas - 444. A ASCENSÃO - 445. O RITMO DAS TREVAS - 446. O RITMO DAS TREVAS 2 - 447. Carregar - 448. CARREGANDO PARA MENTIR - 449. Não seja uma Droga - 450. Solidão Cega | - 442. Battlefield Shallows, Otherfield Abyss - 443. Dirty Boots Dangers - 444. THE RISING - 445. THE DARK BEAT - 446. THE DARK BEAT 2 - 447. Load - 448. LOADING TO LIE - 449. Not be a Drug - 450. Blind Solitude |

| - 451. Bem-vindo à Nossa EXECUÇÃO 4 - 452. erosão/implosão - 453. Silencie a Amizade que Você Respira - 454. Quebrandoacasca - 455. Fim do Vínculo 1 - 456. Fim do Vínculo 2 - 457. Fim do Vínculo 3 - 458. Fim de Todos os Vínculos - 459. Morte & Morango 2 | - 451. Welcome to Our EXECUTION 4 - 452. erosion/implosion - 453. Mute Your Breathe Friendship - 454. Sheathebreaker - 455. End of Bond 1 - 456. End of Bond 2 - 457. End of Bond 3 - 458. End of All Bonds - 459. Death & Strawberry 2 |

| - 460. Retorno da Morte com Morango 2 - 461. Nossa Vez de Se Aproximar - 462. Por que me entristece. - 463. Divisor Extremo - 464. Câmara Silenciosa, Coração Barulhento - 465. Descarga de Sangue Ruim - 466. Invasor Barulhento - 467. HOMENS DE SORTE - 468. Atacando como uma Lâmina - 469. Ressoar da Brincadeira Tardia | - 460. Deathberry Returns 2 - 461. Come Around Our Turn - 462. Why me sad. - 463. Extreme Divider - 464. Quiet Chamber, Noisy Heart - 465. Bad Blood Exhaust - 466. Screaming Invader - 467. LUCK MEN - 468. Raid as a Blade - 469. Rag Lag Rumble |

| - 470. Prece pelos Predadores - 471. Prece pelos Predadores 2 - 472. Réquiem no Fio da Navalha - 473. Inimigos no Escuro - 474. acredite na MENTIRA - 475. Tonalidades do Vínculo - 476. O DESAPARECIDO - 477. O DESAPARECIDO 2 - 478. O DESAPARECIDO 3 - 479. Adeus ao Nosso Xcution | - 470. Pray for Predators - 471. Pray for Predators 2 - 472. Razoredge Requiem - 473. Enemies in the Dark - 474. beLIEve - 475. Shades of the Bond - 476. THE LOST - 477. THE LOST 2 - 478. THE LOST 3 - 479. Goodbye to Our Xcution |

| - 480. A GUERRA SANGRENTA - 481. O Dilacerar - 482. Mau Reconhecimento - 483. Declaração de Guerra - 484. O Barbudo - 485. Pedras Fundamentais - 486. A Cremação Carmesim - 487. Respirando, mas cego - 488. Vínculos Além da Explosão - 489. Marcha da Cruz Estelar | - 480. THE BLOOD WARFARE - 481. The Tearing - 482. Bad Recognition - 483. KriegsErklärung - 484. The Buckbeard - 485. Foundation Stones - 486. The Crimson Cremation - 487. Breathe, but blind - 488. Bond Behind Blast - 489. March of the StarCross |

| - 490. Marcha da Cruz Estelar 2 - 491. Anjo da Morte - 492. Justiça do Balanceador - 493. Luz de Felicidade - 494. O Capítulo Final - Parte Um - 495. Blues da Guitarra Sangrenta - 496. Mate A Sombra - 497. Mate A Sombra 2 - 498. O Salvador de Preto - 499. Salvador No Escuro | - 490. March of the StarCross 2 - 491. Toden Engel - 492. Balancer's Justice - 493. Light of Happiness - 494. The Closing Chapter - Part One - 495. Bleeding Guitar Blues - 496. Kill The Shadow - 497. Kill The Shadow 2 - 498. The Black Rescuer - 499. Rescuer In The Dark |

| - 500. Salvador No Escuro Profundo - 501. Ouço.Medo.Aqui - 502. Despetalar da Sakura - 503. Irado como um Relâmpago - 504. Para Além do Trovão - 505. O Fogo - 506. O Fogo 2 - 507. O Fogo 3 - 508. Como Labaredas de Fúria - 509. Tenchi Kaijin | - 500. Rescuer In The Deep Dark - 501. Hear.Fear.Here - 502. 散桜 (San'ō) - 503. Wrath as a Lightning - 504. 雷鳴の彼方ヘ (Raimei no Kanata e) - 505. The Fire - 506. The Fire 2 - 507. The Fire 3 - 508. 烈火の如し (Rekka no Gotoshi) - 509. 天地灰尽 (Tenchi Kaijin) |

| - 510. A Extinção - 511. Ao Morrer, Que Seja de Pé - 512. Em Pé nas Chamas - 513. O Golpe da Lua Negra - 514. NASCIDO NA ESCURIDÃO - 515. relíquias - 516. O ESQUADRÃO ZERO - 517. A ESCADARIA PARA O CÉU - 518. O Projeto Estrela Cadente (MIX ZERO) - 519. Quente, Quente, Esquentando - 520. ASSASSINOS NÃO MORTOS | - 510. The Extincion - 511. 立ちて死すべし (Tachite Shisubeshi) - 512. The Stand Ablaze - 513. The Dark Moon Stroke - 514. BORN IN THE DARK - 515. relics - 516. THE SQUAD ZERO - 517. THE STAIRWAY TO HEAVEN - 518. The Shooting Star Project (ZERO MIX) - 519. Hot, Hot, Heat - 520. KILLERS NOT DEAD |

| - 521. Uma Festa de Porcos - 522. Amo Isso - 523. Espadas Originárias - 524. A QUEDA - 525. Limites - 526. A Batalha - 527. Eliminado do Paraíso - 528. Tudo Menos a Chuva - 529. Tudo Menos a Chuva 2 - "Os Fundamentos" - 530. Tudo Menos a Chuva 3 - "Escuridão da Lua" | - 521. A Piggy Party - 522. Love It - 523. Swords of Origin - 524. THE DROP - 525. Edges - 526. The Battle - 527. Eliminate From Heaven - 528. Everything But the Rain - 529. Everything But the Rain 2 - "The Rudiments" - 530. Everything But the Rain 3 - "Dark of the Moon" |

| - 531. Tudo Menos a Chuva 4 - "Escuridão da Lua Sangrenta" - 532. Tudo Menos a Chuva 5 - "O Ruído Branco" - 533. Tudo Menos a Chuva 6 - "A Gravitação" - 534. Tudo Menos a Chuva 7 - "Buraco da Reprovação" - 535. Tudo Menos a Chuva 8 - "Defensores" - 536. Tudo Menos a Chuva 9 - "Verdade de Junho" - 537. Tudo Menos a Chuva 10 - "Príncipe da Luz" - 538. De Pé na Limiar - 539. Menos Problemas, Mais Progresso - 540. O QUINTETO DA ESPADA | - 531. Everything But the Rain 4 - "Dark of the Bleeding Moon" - 532. Everything But the Rain 5 - "The White Noise" - 533. Everything But the Rain 6 - "The Gravitation" - 534. Everything But the Rain 7 - "Hole of Reproach" - 535. Everything But the Rain 8 - "Defenders" - 536. Everything But the Rain 9 - "June Truth" - 537. Everything But the Rain 10 - "Prinz von Licht" - 538. Standing On the Edge - 539. Prob-less, Progress - 540. THE SWORD FIVE |

| - 541. A ESPADA E EU 2 - 542. A ESPADA SOU EU - 543. Letras - 544. Andando Com Observadores - 545. Listras Azuis - 546. OS ÚLTIMOS 9 DIAS - 547. Paz Vinda das Sombras - 548. O Gelo Fino - 549. O Portador da Tempestade - 550. Tiros Flamejantes | - 541. THE BLADE AND ME 2 - 542. THE BLADE IS ME - 543. Letters - 544. Walking With Watchers - 545. Blue Stripes - 546. THE LAST 9 DAYS - 547. Peace from Shadows - 548. The Thin Ice - 549. The Storm Bringer - 550. Blazing Bullets |

| - 551. As Oferendas ao Fogo - 552. A Virulência Fundamental - 553. Cruz Congelada - 554. Luzes de Desespero - 555. O HERÓI - 556. O Lobisomem - 557. Deixando a Vida Para Trás - 558. O Coração do Lobo - 559. O DIREITO DA NOITE - 560. Fúrias no Ringue | - 551. The Burnt Offerings - 552. The Fundamental Virulence - 553. Frozen Cross - 554. Desperate Lights - 555. THE HERO - 556. The Wolfsbane - 557. 命はとうに置いてきた (Inochi wa Tōni Oitekita) - 558. 狼の心臓 (Ōkami no Shinzō) - 559. THE NIGHT RIGHT - 560. Rages at Ringside |

| - 561. O VILÃO - 562. O VILÃO 2 - 563. Uma Estrela Nunca Morre - 564. Reis dos Pelos Vermelhos - 565. Deus Como Você - 566. Qual é o Seu Medo? - 567. Dança Com a Branca de Neve - 568. Ouço,Medo,Aqui 2 - 569. A Névoa Branca - 570. Pertinho, Pertinho | - 561. THE VILLAIN - 562. THE VILLAIN 2 - 563. Superstar Never Die - 564. Red Bristled Kings - 565. God Like You - 566. What is Your Fear? - 567. Dance With Snowwhite - 568. Hear,Fear,Here 2 - 569. The White Haze - 570. Closer, Closer |

| - 571. uma Perspectiva Diabólica - 572. O Detonador - 573. EU SOU O LIMITE - 574. MORTE À VISTA - 575. A EUFORIA DOS ASSASSINOS - 576. A EUFORIA DOS ASSASSINOS 2 - 577. Lâmina - 578. O MORTO-VIVO 5 - 579. O MORTO-VIVO 6 - 580. A LUZ | - 571. a Devilish Perspective - 572. The Blaster - 573. I AM THE EDGE - 574. DEATH IN VISION - 575. THE KILLERS HIGH - 576. THE KILLERS HIGH 2 - 577. 刃 (Yaiba) - 578. THE UNDEAD 5 - 579. THE UNDEAD 6 - 580. THE LIGHT |

| - 581. O HERÓI 2 - 582. A Estrela Desgovernada - 583. A Estrela Desgovernada 2 - 584. A Estrela Desgovernada 3 - 585. A Estrela Desgovernada 4 - 586. A Estrela Desgovernada 5 - 587. A Estrela Desgovernada 6 - 588. A Estrela Desgovernada 7 - 589. O Projeto Estrela Cadente [A Antiga e Nova Aliança] - 590. ZUMBIS em Marcha - 591. ZUMBIS em Marcha 2 | - 581. THE HERO 2 - 582. The Headless Star - 583. The Headless Star 2 - 584. The Headless Star 3 - 585. The Headless Star 4 - 586. The Headless Star 5 - 587. The Headless Star 6 - 588. The Headless Star 7 - 589. The Shooting Star Project [The Old and New Trust] - 590. Marching Out the ZOMBIES - 591. Marching Out the ZOMBIES 2 |

| - 592. ZUMBIS em Marcha 3 - 593. ZUMBIS em Marcha 4 - 594. Fantoches do Amor - 595. Fantoches do Amor 2 - 596. Fantoches do Amor 3 - 597. Meandros das Sombras - 598. O Projeto Estrela Cadente [Só Temos que Dar uma Surra em Você Mix] - 599. Cedo Demais Para Vencer, Tarde Demais Para Saber - 600. TIROS - 601. BEIRANDO O SANGUE | - 592. Marching Out the ZOMBIES 3 - 593. Marching Out the ZOMBIES 4 - 594. Rubb-Dolls - 595. Rubb-Dolls 2 - 596. Rubb-Dolls 3 - 597. Envoltos pela Sombra - 598. The Shooting Star Project [We Only have to Beat You Mix] - 599. Too Early To Win, Too Late To Know - 600. SNIPE - 601. VERGE ON VERMILLION |

| - 602. Dose Letal - 603. O Que Diabos - 604. REVITALIZAR - 605. Não Chame Meu Nome - 606. Divisão Divina - 607. O MESTRE - 608. Mais Escuro que a Escuridão - 609. "A" - 610. Mausoléu das Caveiras - 611. O Rei das Almas Morre | - 602. Bane Licking Good - 603. What The Hell - 604. REVITALIZE - 605. Don't Call My Name - 606. Divine Division - 607. THE MASTER - 608. 黒より黒し (Kuro yori Kuroshi) - 609. “A” - 610. Mausoleum of Skulls - 611. 霊王死す (Reio Shisu) |

| - 612. IMUNDO - 613. A Paz Comum - 614. MATE O REI - 615. TUDO está PERDIDO - 616. Mimihagi-sama - 617. Retorno do Deus - 618. O Braço Negro - 619. O Traidor - 620. De que Lado que Você Está - 621. A CORTINA NEGRA - 622. A Agonia | - 612. DIRTY - 613. The Ordinary Peace - 614. KILL THE KING - 615. ALL is LOST - 616. ミミハギ様 (Mimihagi-sama) - 617. Return of the God - 618. The Dark Arm - 619. The Betrayer - 620. Where Do You Stand - 621. THE DARK CURTAIN - 622. The Agony |

| - 623. Contra o Julgamento - 624. A PRESA - 625. JAGUAR VIVO - 626. O SANTO RECÉM-NASCIDO - 627. A Criação - 628. A Nova Ordem do Mundo - 629. Portão do Sol - 630. O Crepúsculo Gêmeo - 631. amigo - 632. amigo 2 | - 623. Against the Judgement - 624. THE FANG - 625. LIVING JAGUAR - 626. THE HOLY NEWBORN - 627. The Creation - 628. New World Orders - 629. Gate of the Sun - 630. The Twinned Twilight - 631. friend - 632. friend 2 |

| - 633. AMIGO 3 - 634. amigo 4 - 635. Enigma Encapuzado - 636. Monstro Sensível - 637. BABY, SEGURE SUA MÃO - 638. Malícia Fervente é o Topo da Comédia - 639. BABY, SEGURE SUA MÃO 2 - 640. BABY, SEGURE SUA MÃO 3 (Canção de Ninar Insana Nº 7) - 641. BABY, SEGURE SUA MÃO 4 [Quando eu estou dormindo] - 642. BABY, SEGURE SUA MÃO 5 [Os Olhos Estão Abertos] - 520,5. andando sob duas letras | - 633. FRIEND 3 - 634. friend 4 - 635. Hooded Enigma - 636. Sensitive Monster - 637. BABY, HOLD YOUR HAND - 638. 悪意沸沸滑稽ノ極ミ (Akui Futsufutsu Kokkei no Gokumi) - 639. BABY, HOLD YOUR HAND 2 - 640. BABY, HOLD YOUR HAND 3 (Mad Lullaby no.7) - 641. BABY, HOLD YOUR HAND 4 [When I am sleeping] - 642. BABY, HOLD YOUR HAND 5 [Eyes Are Open] - 520,5. walk under two letters |

| - 643. BABY, SEGURE SUA MÃO 6 [À Espera do Amor] - 644. BABY, SEGURE SUA MÃO 7 [Meu Sonho Sem Fim] - 645. Não Persiga uma Sombra - 646. O Segundo Olho - 647. O Teatro Suicida - 648. O Teatro Suicida: 2º ATO - 649. O Teatro Suicida: 3º ATO - 650. O Teatro Suicida: 4º ATO - 651. O Teatro Suicida: 5º ATO - 652. O Teatro Suicida: 6º ATO | - 643. BABY, HOLD YOUR HAND 6 [Waiting for Love] - 644. BABY, HOLD YOUR HAND 七 [Never Ending My Dream] - 645. Don't Chase a Shadow - 646. The Second Eye - 647. The Theatre Suicide - 648. The Theatre Suicide: SCENE 2 - 649. The Theatre Suicide: SCENE 3 - 650. The Theatre Suicide: SCENE 4 - 651. The Theatre Suicide: SCENE 5 - 652. The Theatre Suicide: SCENE 6 |

| - 653. O Teatro Suicida: 7º ATO "Dois Grampos, Uma Sombra" - 654. Cadáver de Pé - 655. O MILAGRE - 656. DEUS DO TROVÃO - 657. DEUS DO TROVÃO 2 - 658. Situações Fatais São Frias - 659. Haverá Geada - 660. A Resposta Visível - 661. MINHAS ÚLTIMAS PALAVRAS - 662. DEUS DO TROVÃO 3 - 663. DEUS DO TROVÃO 4 | - 653. The Theatre Suicide: SCENE 7 “簪二つ 影一つ” ("Kanzashi Futatsu - Kage Hitotsu") - 654. Deadman Standing - 655. THE MIRACLE - 656. GOD OF THUNDER - 657. GOD OF THUNDER 2 - 658. Fatal Matters Are Cold - 659. There Will Be Frost - 660. The Visible Answer - 661. MY LAST WORDS - 662. GOD OF THUNDER 3 - 663. GOD OF THUNDER 4 |

| - 664. O Veneno - 665. A Princesa Dissecação - 666. Salão Vazio do Templo das Marionetes - 667. MAIOR, MAIS ALTO, MAIS FORTE - 668. MAIOR, MAIS RÁPIDO, MAIS FORTE - 669. Lâmina 2 - 670. O Escarlate Perfeito - 671. O Escarlate Perfeito 2 - 672. Filho das Trevas - 673. Pai - 674. Pai 2 | - 664. The Gift - 665. The Princess Dissection - 666. 空っぽ、傀儡、伽藍堂 (Karappo, Kugutsu, Karandō) - 667. BIGGER, LOUDER, STRONGER - 668. BIGGER, FASTER, STRONGER - 669. 刃 Ⅱ (Yaiba II) - 670. The Perfect Crimson - 671. The Perfect Crimson 2 - 672. Son of Darkness - 673. Father - 674. Father 2 |

| - 675. Sangue para Meus Ossos - 676. Chifre da Salvação - 677. Chifre da Salvação 2 - 678. O Futuro Negro - 679. O FIM - 680. O FIM 2 - 681. O FIM: DOIS MUNDOS - 682. O Fim do Mundo Bilateral - 683. O Lado Sombrio do Fim de Dois Mundos - 684. A Lâmina - 685. Um Fim Perfeito - 686. Morte & Morango | - 675. Blood for My Bone - 676. Horn of Salvation - 677. Horn of Salvation 2 - 678. The Future Black - 679. THE END - 680. THE END 2 - 681. THE END: TWO WORLD - 682. The Two Sided World End - 683. The Dark Side of Two World Ends - 684. The Blade - 685. 無欠の果て (Muketsu no Hate) - 686. Death & Strawberry |